# Brian Joseph Dunn
Brian Joseph Dunn (* 8. ledna 1955, St. John's, Newfoundland a Labrador, Kanada) je kanadský římskokatolický kněz a od roku 2020 metropolitní arcibiskup halifaxsko-yarmouthský.

## Stručný životopis
Po studiích, která částečně vykonal v semináři sv. Petra v Londýně, byl vysvěcen an kněze, působil v pastoraci a studval nejprve kanonické právo na ottawské univerzitě (Université Saint-Paul, 1990 licenciát, 1991 doktorát). ROku 2006 záskal Master of Theology na University of Notre Dame. Působil také jako vyučující na univerzitách, na nichž dříve studoval. Roku 2008 jej papež Benedikt XVI. jmenoval titulárním biskupen Munatiany a světícím v diecézi Sault Sainte Marie a v listopadu 2009 diecézním biskupem antigonishským. Po desetiletém působení v této diecézi jej papež František dne 13. dubna 2019 jmenoval koadjutorem arcibiskupa Manciniho v arcidiecézi Halifax-Yarmouth a po Manciniho rezignaci dne 27. listopadu 2020 nastoupil jako arcibiskup.